# ヴァンデミエールの反乱

ヴァンデミエールの反乱。サントノレ通りのサン＝ロック教会界隈

ヴァンデミエールの反乱（ヴァンデミエールのはんらん、仏: Insurrection royaliste du 13 Vendémiaire an IV）は、フランス革命期の1795年10月5日に発生した、王党派の蜂起が武力鎮圧された事件のことである。
政府側からの見方ではヴァンデミエール13日のクーデターと言う。ヴァンデミエールとは革命暦の葡萄月（9月22日〜10月21日）のこと。

## 背景
テルミドールのクーデターの後、フランス経済は悪化して民衆は困窮した。しかし新興成金は放蕩してパリには650ものダンスホールができ、洒落女や伊達男らが闊歩して風紀は紊乱した。クーデターの首謀者であるテルミドール派の人気は最悪になった。その対応策として国民公会の選挙に確実に自派の議席を確保できる「三分の二法」と呼ばれる法案を通過させた。これは「選出される750の議席の内、500（3分の2議席）を旧国民公会議員の中から選ばなければならない」という法律だった。1795年9月に行われた国民投票の結果、「三分の二法」は約20万票対11万票で可決された。選挙で勝つ予定の王党派はこの結果に激怒した。

## 暴動の発生
1795年10月20日（ヴァンデミエール29日）に選挙が行われることに決まったが、「三分の二法」に不満を持つ王党派を中心に、その前の10月5日に暴動が発生。暴徒はテュイルリー宮殿にある国民公会を襲撃。国民公会はサン・キュロットの援助を求めたが、左派は直前に弾圧されてパリでは勢力を失っていた。そのためポール・バラスを国内軍司令官に任命してナポレオン・ボナパルトが副官になった。

## ナポレオンによる鎮圧
ナポレオンの指揮する砲兵は、広範囲に被害が及ぶ散弾（ぶどう弾）を首都の市街地サントノレ通りのサン＝ロック教会界隈で大砲を使って撃つという大胆な戦法により、抵抗する王党派をあっさり鎮圧した。暴徒は撃退され、翌日抵抗は止み、10月25日、国民公会はナポレオンを国内軍の総司令官に任命して、反徒に対しては寛大な処置を取った。流血の場であった「革命広場」は「融和」を意味する「コンコルド広場」と名前を変えた。以後、パリは国内軍司令官の命令に絶対服従することを余儀なくされ、完全に軍の制圧下に置かれた。ナポレオンはこの時の成功から「ヴァンデミエールの将軍」と異名を取った。